# Nikanorova hrobka

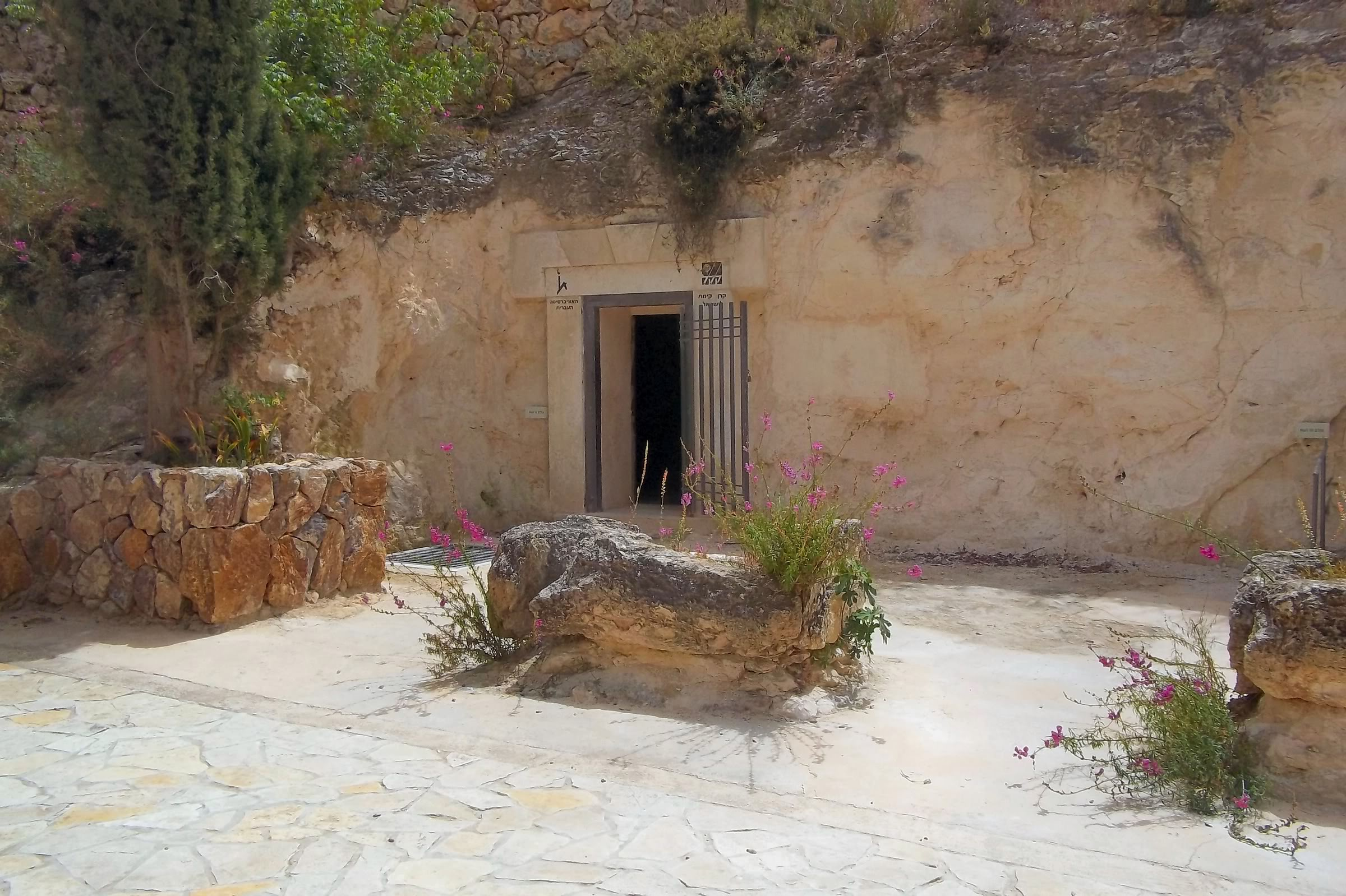
Vstup do Panteonu

Nikanorova hrobka je starověká pohřební jeskyně nacházející se na hoře Skopus v Jeruzalémě. V jeskyni byla při vykopávkách objevena kostnice s nápisem Nicanor tvůrce dveří. Jeskyně se nachází v izraelské Národní botanické zahradě v areálu vrchu Scopus v kampusu Hebrejské univerzity v Jeruzalémě.

## Národní Pantheon Izraele

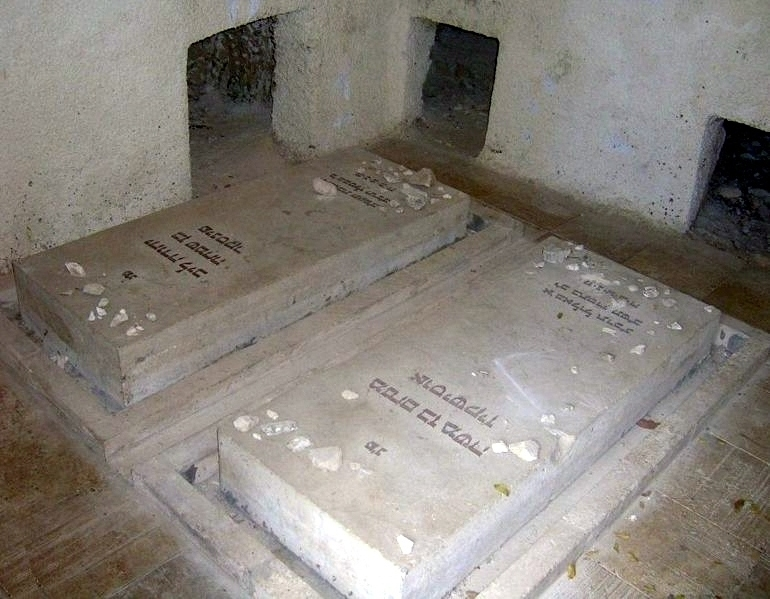
Hroby Leona Pinskera a Usiškina

V roce 1934 byly ostatky ruského lékaře Leona Pinskera přeneseny z Oděsy do Nikanorovy hrobky z iniciativy Menachema Usiškina, který si přál vytvořit národní pantheon. Nicméně byl jediným, kdo byl po své smrti v roce 1941 pohřben v Nikaronově hrobce. Po založení státu Izrael v roce 1948 se národní vůdci rozhodli vytvořit národní hřbitov na Herzlově hoře. Důvodem bylo to, že vrch Scopus a přilehlé území se stalo enklávou Jordánskem okupovaného Západního břehu.